# باردمان
باردهامان، (بالإنجليزية: Bardhaman)، رسميًا بردهامان سادار، هي مدينة وبلدية في ولاية البنغال الغربية، الهند. كما أنها المقر الرئيسي لمنطقة بوربا باردهامان، بعد أن أصبحت عاصمة المنطقة خلال فترة الحكم البريطاني. بردوان، وهو اسم بديل للمدينة، والذي ظل قيد الاستخدام منذ ذلك الحين.

## الموقع
يبلغ متوسط ارتفاع المنطقة 40 مترًا (131قدمًا). تقع المدينة على بُعد 1100كم من نيودلهي وأقل بقليل من 100كم شمال غرب كولكاتا على طريق جراند ترانك (الطريق السريع الوطني 19) والسكك الحديدية الشرقية. الأنهار الرئيسية هي دامودار وبانكا.

## التركيبة السكانية
وفقًا لتعداد السكان الصادر عام 2011، بلغ عدد سكان تجمع باردهامان الحضري 347.016 نسمة، حيث شكل الذكور 177.055 نسمة في حين بلغ عدد الإناث 169.961 نسمة. 25.069 شخصًا تتراوح أعمارهم بين 0-6 سنوات. كان معدل معرفة القراءة والكتابة الفعال للسكان الذين يتخطى أعمارهم 7 أعوام 88.62%.

## الروابط الخارجية
- مدينة بوردوان ، المعجم الإمبراطوري للهند، 1909، المجلد 9، ص. 102.
- الموقع الرسمي لمنطقة باردهامان
- الموقع الرسمي لخلية MGNREGS، منطقة باردهامان
- باردهامان أوتساف (البرنامج الثقافي السنوي لباردهامان)
- بلدية باردهامان
- باردهامان دارشان (الموقع الرسمي للسياحة)